# Remo Ruffini

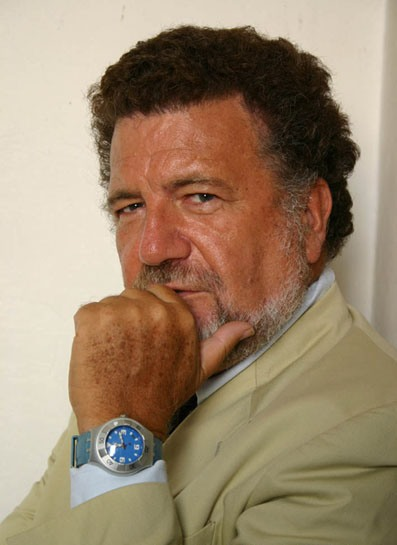
Remo Ruffini

Remo Jacopo Ruffini (* 17. Mai 1942 in La Brigue) ist ein italienischer theoretischer Astrophysiker.
Ruffini wurde 1966 an der Universität Rom promoviert und war als Post-Doktorand 1967 bei Pascual Jordan in Hamburg und am Palmer Physics Laboratory der Princeton University (bei John Archibald Wheeler) und am Institute for Advanced Study (IAS) (1968 bis 1970). 1970 wurde er Instructor und 1971 Assistant Professor an der Princeton University. 1974 bis 1976 war er wieder Mitglied des IAS und 1975 Gastprofessor an der University of Western Australia und der Universität Kyōto. 1976 wurde er Professor an der Universität Catania und ab 1978 war er Professor an der Universität La Sapienza in Rom.
1985 wurde er Präsident des International Center for Relativistic Astrophysics (ICRA). 1984 gründete er mit Abdus Salam die Marcel Grossmann Meetings. 1986 bis 1988  war er Mitglied einer Task Force der NASA für die wissenschaftliche Verwendung von Raumstationen und danach 1986 bis 1990 Mitglied eines daraus hervorgegangen internationalen Komitees. 1989 bis 1993 war er Präsident des wissenschaftlichen Komitees der italienischen Raumfahrtagentur.
Ruffini popularisierte Anfang der 1970er Jahre mit John Archibald Wheeler das Konzept Schwarzer Löcher (insbesondere in einem Physics Today Artikel 1971). Mit seinem Studenten C. Rhoades leitete er 1974 eine obere Massengrenze für Neutronensterne ab, was zum Beispiel zur Identifizierung des massiven kompakten Objekts im Zentrum der Milchstraße mit einem Schwarzen Loch führte, nachdem Beobachtungen des Röntgensatelliten Uhuru durch Riccardo Giacconi und andere dessen Masse lieferten.
Anfang der 1970er Jahre befasste er sich mit Demetrios Christodoulou mit Kerr-Newman-Lösungen (die geladene und rotierende schwarze Löcher beschreiben) und er untersuchte 1975 mit Thibault Damour quantenelektrodynamische Prozesse in der Nähe Schwarzer Löcher, die zu Teilchenpaarerzeugung führen. Ruffini interpretierte später Gamma Ray Bursts als Anzeichen solcher Paarerzeugungsprozesse bei der Entstehung geladener schwarzer Löcher.
Er befasste sich auch mit fraktalen Strukturen in der Kosmologie.
1974 bis 1976 war er Sloan Research Fellow und 1975 Fellow der American Physical Society. 1972 erhielt er den Cressy Morrison Award der New York Academy of Sciences.
Er ist mit Anna Imponente verheiratet und hat einen Sohn.

## Schriften
Bücher, Buchbeiträge:
- On the energetics of black holes, in: Bryce und Cecile M. de Witt (Hrsg.), "Black holes", Les Houches Lectures 1972, Gordon and Breach, New York, 1973,
- mit M. Rees, J.A. Wheeler (Hrsg.): "Black Holes, Gravitational Waves and Cosmology", Gordon and Breach N.Y. 1974
- mit Herbert Gursky (Hrsg.): "Neutron Stars, Black Holes and Binary X-ray Sources", D. Reidel, Dordrecht, 1975,
  - Darin von Ruffini: Einleitung mit Gursky und Physics of gravitationally collapsed objects, sowie Reprint seiner Aufsätze mit Wheeler 1971 und mit Rhoades 1974
- mit R. Giacconi (Hrsg.): "Physics and Astrophysics of Neutron Stars Black Holes", Enrico Fermi School, Varenna 1975, North Holland Pub. Co. Amsterdam 1978, Nachdruck Cambridge Scientific Publishers 2009
- mit Francesco Melchiorri (Hrsg.): "Gamow Cosmology", E. Fermi School, Varenna 1982, North Holland Pub. Co., Amsterdam, 1986,
- mit Hans C. Ohanian: "Gravitation and Spacetime" W.W. Norton and Co., New York 1976, Cambridge University Press 2013
- mit Li Zhi Fang: Basic concepts of relativistic astrophysics, World Scientific 1983

Einige Aufsätze:
- mit John Archibald Wheeler: Introducing the black hole, Physics Today, Januar 1971
- mit R. Leach: On the Masses of X-Ray Sources, Astrophysical Journal Letters, Band 180, 1973,  L15
- mit C. Rhoades: Maximum Mass of a Neutron Star, Physical Review Letters, Band 32, 1974, S. 324
- mit Demetrios Christodoulou: Reversible Transformations of a Charged Black Hole, Physical Review D, Band 4, 1971, S. 3552–3555
- mit S. Bonazzola: Systems of Self-Gravitating Particles in General Relativity and the Concept of an Equation of State, Physical Review, Band 187, 1969, S.: 1767–1783.
- mit T. Damour: Quantum Electrodynamical Effects in Kerr-Newmann Geometries, Physical Review Letters, Band 35, 1975, S. 463.